# パオ・セヤドー
パオ・サヤドー（Pa Auk Sayadaw, パオ・セヤドーとも）は、ミャンマーのモーラミャインにあるパオ森林僧院の歴代院長のこと。これまでに3代続いている。サヤドーは敬称である。第三代パオ・サヤドーは、高齢の大長老に使用される敬称 Sayadawgyi（サヤドージ）で呼ばれている。

## 歴代のパオ・サヤドー

### 第二代パオ・サヤドー
Aggapañña（アッガパンニャー）。1981年に、第3代目パオ・サヤドーにその座を譲る。

### 第三代パオ・サヤドー

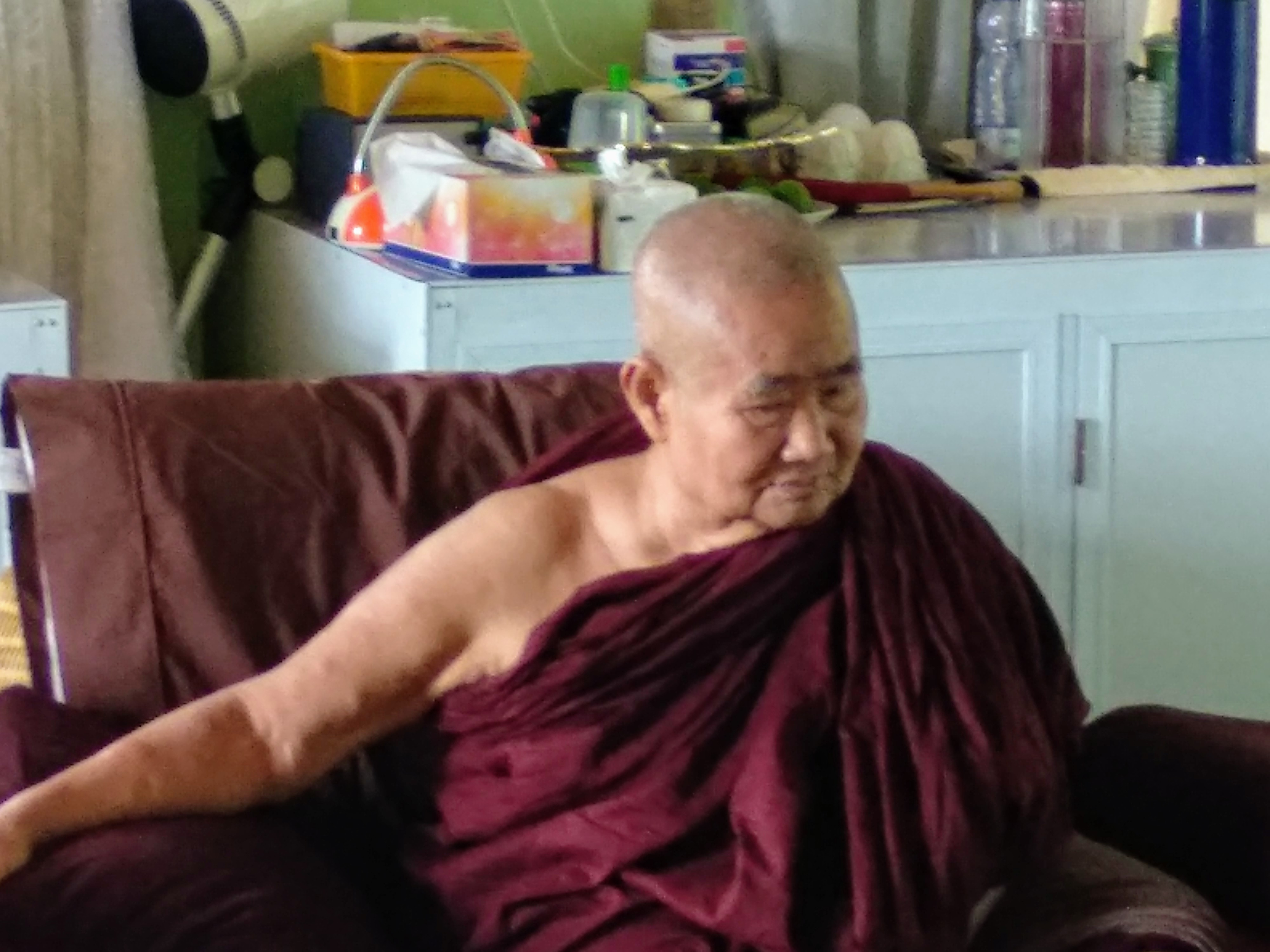
第三代

パオ・サヤドー（第三代、1934年6月24日-）は、ミャンマー出身の上座部仏教のBhikkhu（ビクゥ）。法名はĀciṇṇa（アーチンナ）。敬称は、The Most Venerable Pa-Auk Tawya Sayadaw Bhaddanta Āciṇṇa（最も尊いパオ森林僧院の先生アーチンナ）である。サヤドーはビルマ語の敬称で「尊敬される教師」を意味し、バッダンタはパーリ語の敬称で「尊敬すべき方」を意味する。ミャンマーのモーラミャインにあるパオ森林僧院の僧院長であり、主任指導者である。

#### 略歴
- 1934年6月24日、ヤンゴン北西のヒンタダ郡レイ・チャウン村で生まれた。
- 1944年、10歳でSāmaṇera (サーマネラ) として出家した。さまざまな教師の下で『パーリ語の三蔵』を学び、この間に3つのパーリ語の試験に合格した。
- 1951年、17歳でPaṭhamabyan（パタマビヤン：パーリ語の国家試験）の初級、翌年に中級、更に翌年には上級に合格した。
- 1954年、20歳でUpasampadā（ウパサンパダー：具足戒）を受け、正式にBhikkhu（ビクゥ：比丘）となる。博学な年長のBhikkhuの下でパーリ語の三蔵を勉強し続ける。
- 1956年、22歳で難関のDhammācariya（ダンマーチャリヤ：ダンマの教師、阿闍梨）国家試験に合格した。これはパーリ語仏法の学士号に相当し、「ダンマの教師」の称号が与えらた。以後8年間、学僧として各地の大長老に学んだ。
- 1964年、30歳で学問的な研鑽を終えたと判断し、本格的な瞑想修行・実践に入り、森に住み始めた。パーリ語三蔵の研究とダンマ（法）の究明を続けながら、当時の尊敬される瞑想教師を探し出して指導を受け、頭陀行は16年間に及んだ。
- 1981年、47歳の時、親交のあったモーラミャインのパオ森林僧院の第2代僧院長のAggapañña（アッガパニャー）尊者からの招待により第3代僧院長を託される。
- 1983年、49歳で瞑想修行も終えたと判断し、瞑想指導を開始した。出家修行者および在家修行者が、瞑想を学び、実践するためにサヤドーの下を訪れる。以後、「パオ・サヤドー」の名が国内外に広まる。サヤドーがパーリ語の三蔵と注釈書に基づき、体系的にまとめて実践し、復興したGotama Buddha（ゴータマ・ブッダァ）の修行体系を、世間では「パオ・メソッド」と呼んでいる。その体系は、Sīla（シーラ：戒、道徳）を厳守し、Samādhi（サマーディ：定、集中力）を養い、Paññā（パンニャー：慧）を得るための基盤を築くという三学（3段階の訓練）で構成されている。これはさらに、この生涯においてNibbāna （ニッバーナ：涅槃）を証悟するために必要となる、身（身体的行為）、口（言葉）、意（心）の汚染を体系的に浄化するための段階的な処方であるSatta Visuddhi（サッタビスッディ：七清浄、7段階の浄化）に細分化されている。しかし、本人は、この通称を好まない。その理由は、自身のオリジナル・メソッドでなくて、あくまでパーリ語の三蔵と注釈書に基づいたGotama Buddhaの修行体系Dhamma-Vinayaであるためである。
- 1990年以降、ミャンマーの政情安定化に伴い、海外からも多くの瞑想修行者が僧院を訪れるようになる。
- 1997年、63歳の頃、自身の最高傑作であるThe Practice that Leads to Nibbāna（涅槃に至る実践）と題する5巻からなる大著を出版した。この本では、教えの全過程が詳細に説明され、パーリ語の三蔵からの大量の引用が添えられてる。現在はビルマ語、シンハラ語、一部英語でのみ入手可能である。その教えは、国際的に高く評価されている数冊の本（英語）で出版されている。一部は、有志により中国語版から日本語に翻訳されているが、中国語版と英語版に相違が見られるため、併読が望ましい。
- サヤドーは、高く評価されているDhammācariya（ダンマーチャリヤ：ダンマの教師）であるとともに、熟達したKammaṭṭhānācariya（カンマッターナーチャリヤ：瞑想の教師）でもある。流暢な英語を話し、台湾、中国、香港、韓国、日本、マレーシア、シンガポール、インドネシア、タイ、ベトナム、スリランカ、ドイツ、英国、米国で講演やリトリート（合宿）の指導を行ってきた。
- 1999年、65歳の頃、ミャンマー政府は、その功績を公に認めて、Agga Mahā Kammaṭṭhānācariya（アッガ・マハー・カンマッターナーチャリヤ：最も高く尊敬される瞑想の教師）の称号が贈られた。
- 2009年、75歳の頃、ミャンマーで開催された第17回シュエキン・ニカーヤ・サンガ会議で、Shwekyin Nikāya Rattaññūmahānāyaka（シュエキン・ニカーヤ・ラッタニュームハーナーヤカ」の称号が贈られた。
- 2025年6月24日現在、91歳であるが、ネパールの分院に滞在し、後進を指導中。